# Parc Yildiz
 (mars 2025).
Le parc Yıldız est un parc historique situé dans le district de Beşiktaş à Istanbul. La rue Palanga, qui s'étend de Balmumcu à Ortaköy, forme la frontière nord et est, et la rue Çırağan, qui s'étend d'Ortaköy à Beşiktaş, forme la frontière sud. Le parc Yıldız, qui a deux portes séparées, l'une dans la rue Palanga et l'autre dans la rue Çırağan, possède deux pavillons appelées Pavillon de Malte et Pavillon Çadır.

## Histoire
Il a commencé à prendre de l’importance pendant la période ottomane, notamment au début des années 1600. A cette époque, les terres nommées Jardin Kazancıoğlu et appartenant à cette famille furent achetées par le Sultan Mourad IV. Il a été acheté par Mourad et offert à sa fille Kaya Sultan. À l'époque des tulipes, il est devenu le lieu de divers divertissements lors des orgies Çırağan organisées selon le goût de la décoration. L'espace vert, qui était d'abord l'arrière-cour du palais Çırağan, puis le bois extérieur du Palais de Yıldız, agrandi en 1877, s'est appelé après 1940 le parc Yıldız.
Le manoir Şale, qui a été cédé à un opérateur italien en 1925 et utilisé comme casino, a été retiré à cet opérateur avec l'intervention d'Atatürk. 

## Galerie

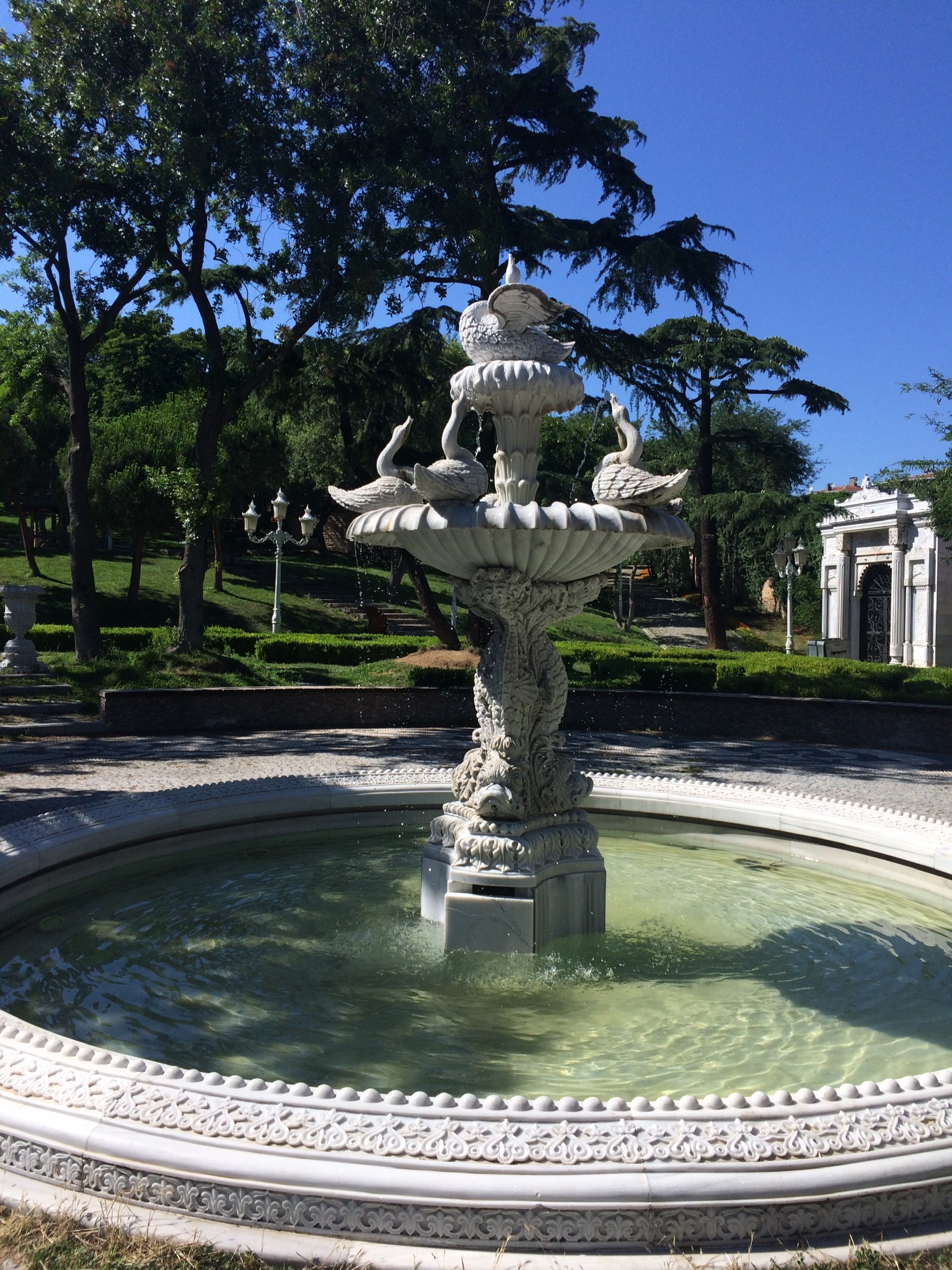
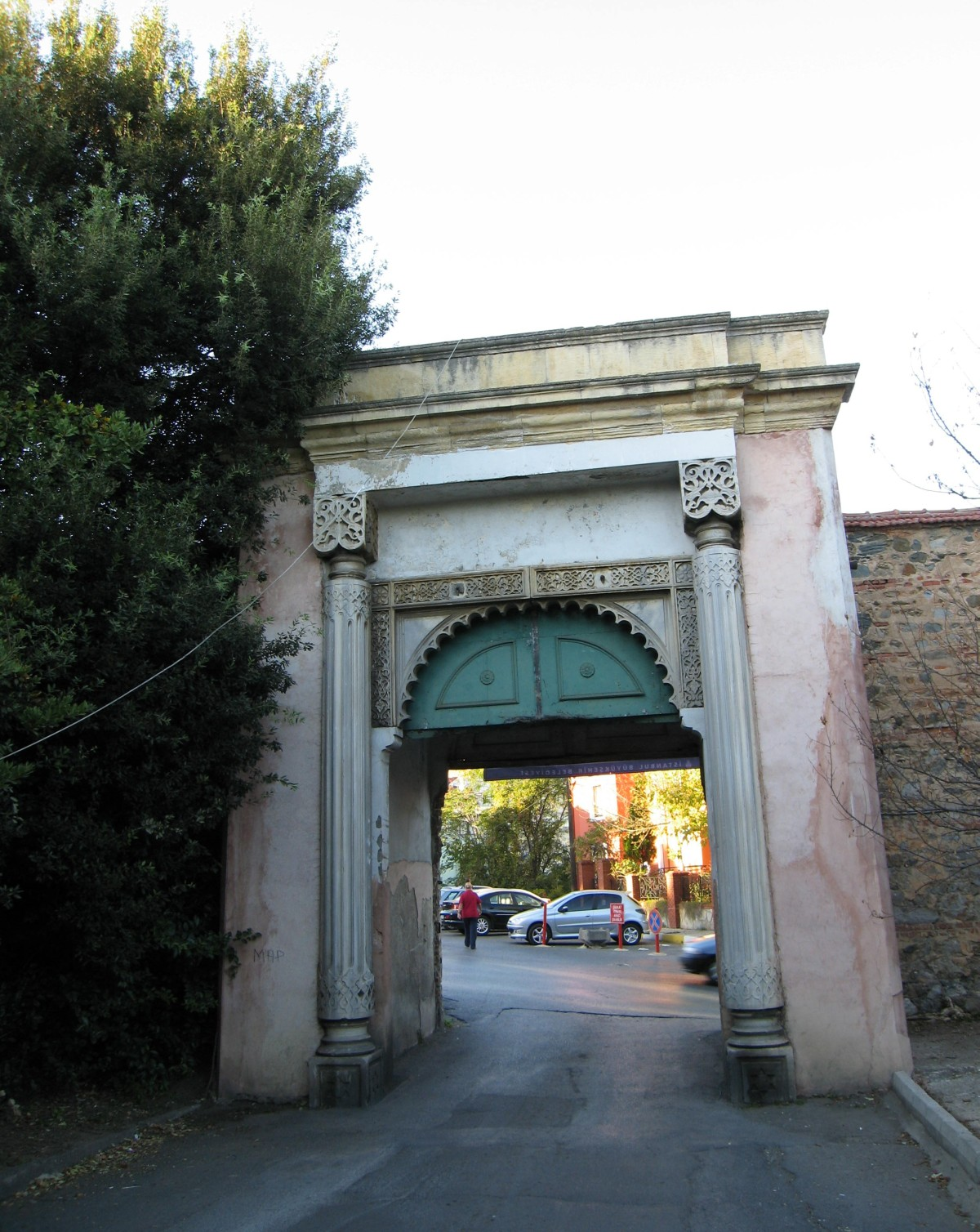
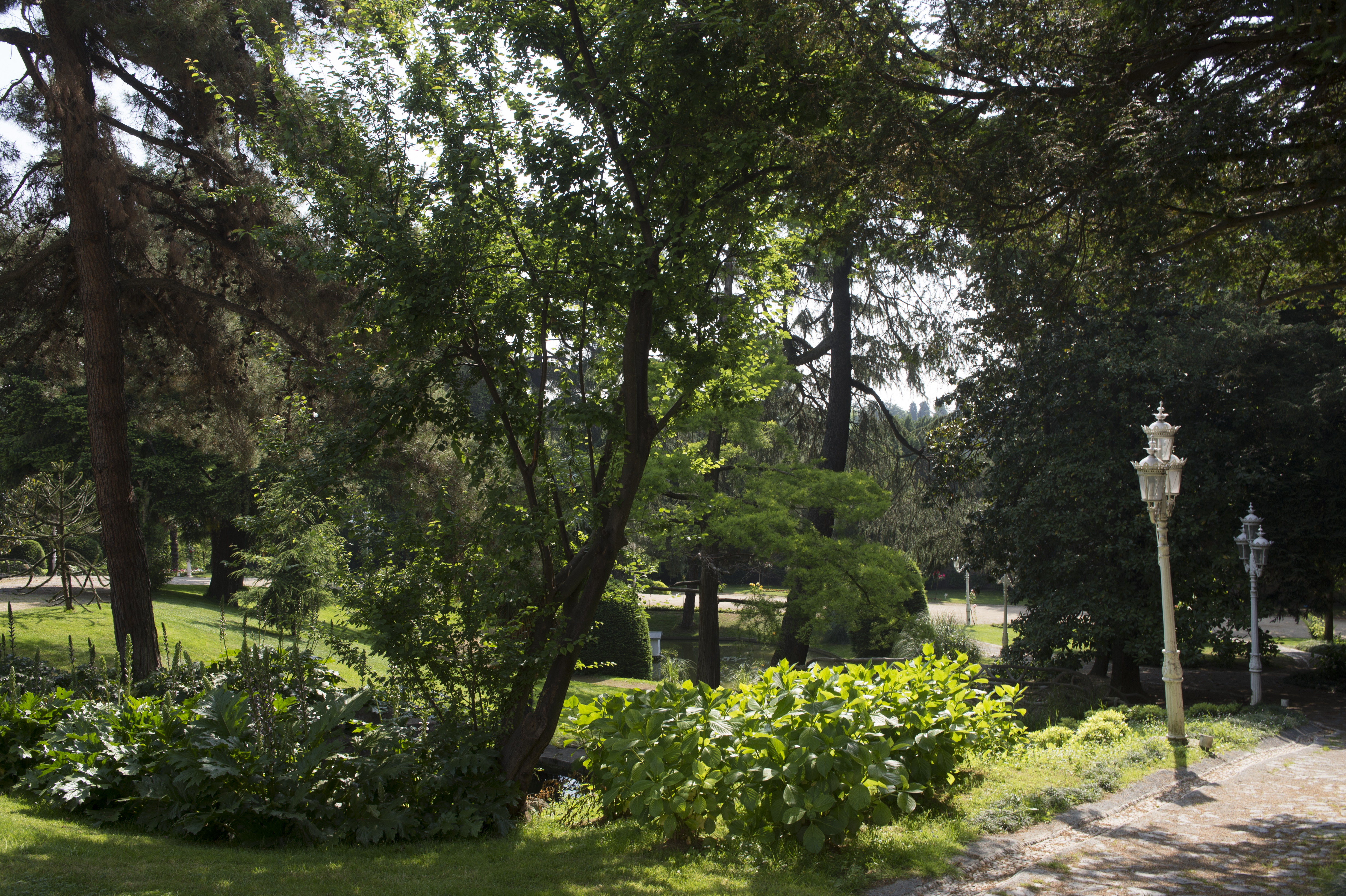
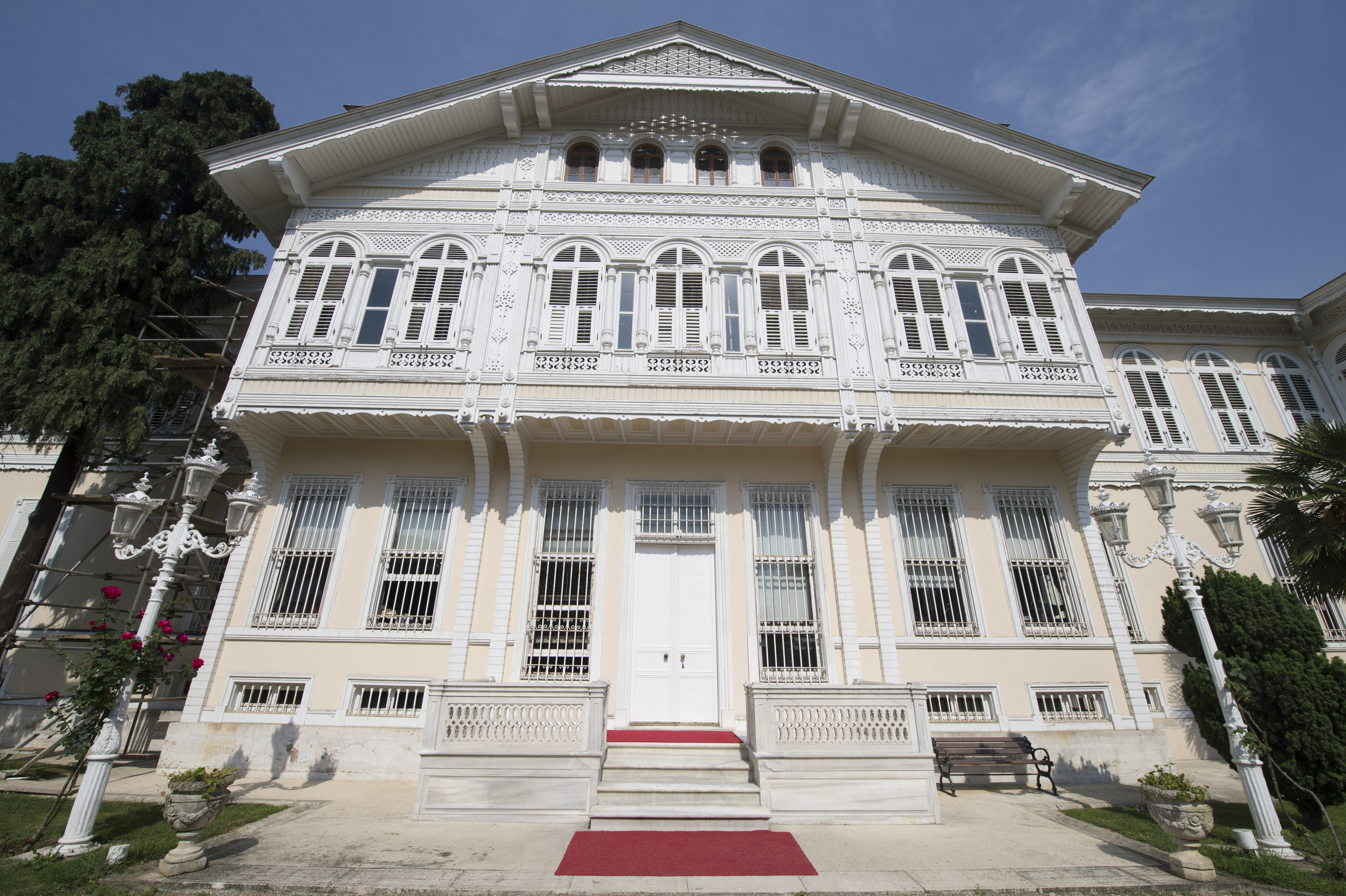
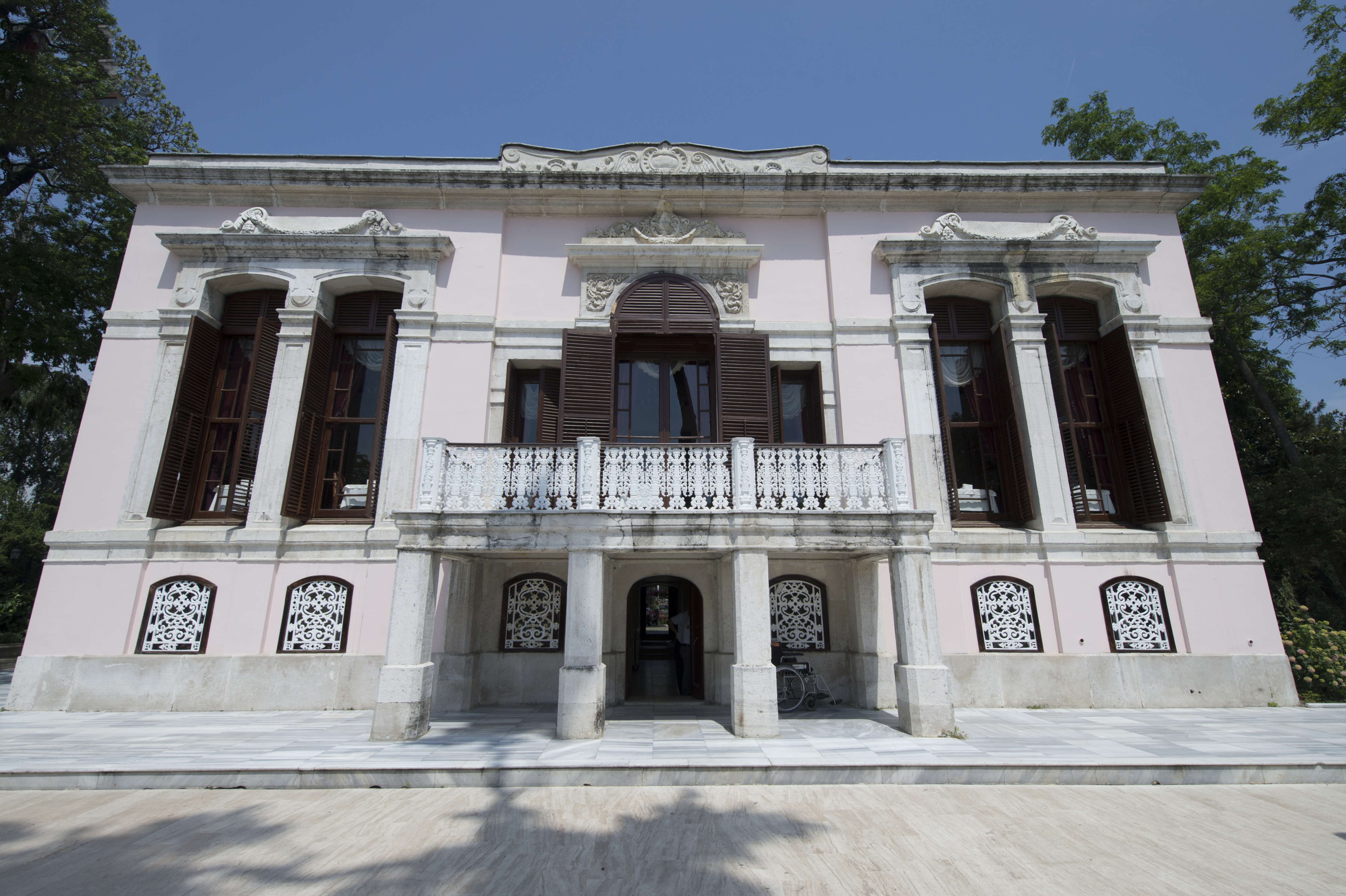
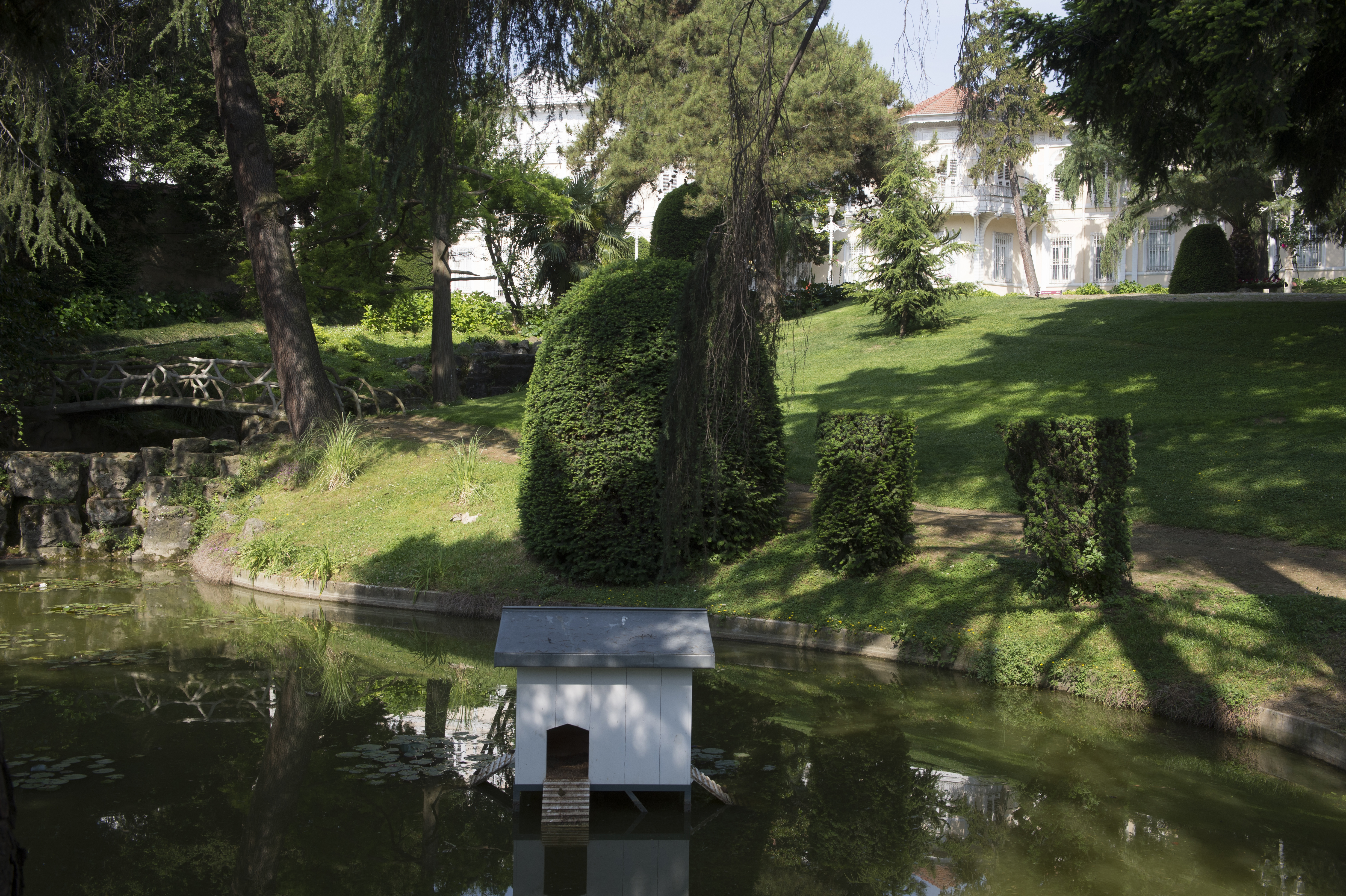